# Sporting Club de Schiltigheim
Lo SC Schiltigheim è una società calcistica francese della città alsaziana di Schiltigheim.

## Storia
Venne fondato il 1º marzo 1914 come Sports-Abteilung des Evangelischen Jugendbundes Schiltigheim: cambiò nome in Fussball-Klub Schiltigheim nel 1915. Alla fine del conflitto, con il passaggio del territorio alla potestà francese, fu rinominato Sporting Club de Schiltigheim nel 1919.
Negli anni fra le due guerre giocò a livello locale vincendo l'Alsace Champion Division d'Honneur nel 1937, oltre ad una coppa regionale e a diversi titoli giovanili a metà degli anni '30. La crescita della società venne interrotta con l'invasione nazista nella seconda guerra mondiale. Come molti altri club nei territori occupati, lo Schiltigheim entrò nel sistema calcistico tedesco per alcuni anni (1940-44) come Sport-Club Schiltigheim e giocò nella Gauliga Elsaß. Giunse al secondo posto nel 1940-41, prima di ottenere risultati meno prestigiosi negli anni a seguire. Lo SC tornò alle competizioni francesi nel 1945.
Nel dopoguerra lo SC partecipò alla Division d'Honneur Alsace fino a vincere un titolo e avanzare in Division 4. Un altro titolo, nel 1993 lo fece avanzare al campionato dilettantistico francese di secondo livello, dove rimase quattro anni prima di retrocedere nel 1997. nel 2003 lo Schiltigheim venne promosso al Championnat de France Gr. B (IV) dopo una stagione nel Championnat de France amateur 2 Gr. C (V). Subì quindi due retrocessioni consecutive, per poi giungere secondo nel 2009 nella Division d'Honneur Alsace (VI).

## Palmarès

### Competizioni nazionali
- Championnat de France amateur 2: 1

2002-2003

### Competizioni regionali
- Coppa d'Alsazia: 7

1990-1991, 1991-1992, 1996-1997, 1997-1998, 2003-2004, 2004-2005, 2011-2012